# Lijst van Russische kampioenen dammen
Tabel van de nummers 1, 2 en 3 van het Russisch kampioenschap dammen dat voor het eerst werd gespeeld na het uiteenvallen van de Sovjet-Unie in 1991.
| Jaar | Locatie                     | Goud                                 | Zilver                                                      | Brons                                 |
| 1992 | Pjatigorsk                  | Ivan Kostionov Sergej Kalinov        |                                                             | Konstantin Leontov Vladimier Logoenov |
| 1993 | Solnetsjnogorsk             | Aleksandr Schwarzman                 | Ivan Kostionov                                              | Michail Galasjov                      |
| 1994 | Toela                       | Andrej Kalmakov                      | Aleksandr Georgiejev                                        | Joeri Tsjertok                        |
| 1995 | Orsk                        | Andrej Kalmakov Aleksandr Georgiejev |                                                             | Michail Galasjov                      |
| 1996 | Izjevsk                     | Aleksandr Schwarzman                 | Andrej Kalmakov                                             | Aleksandr Georgiejev                  |
| 1997 | Toela                       | Aleksandr Georgiejev                 | Aleksandr Getmanski                                         | Moerodoello Amrillajev                |
| 1998 | Isjimbaj                    | Aleksandr Getmanski                  | Aleksandr Georgiejev                                        | Moerodoello Amrillajev                |
| 1999 | Isjimbaj                    | Aleksandr Getmanski                  | Aleksandr Georgiejev                                        | Vladimier Mielsjien                   |
| 2000 | Krasnokamsk                 | Aleksandr Georgiejev                 | Andrej Kalmakov                                             | Vladimier Mielsjien                   |
| 2001 | geen kampioenschap gespeeld | geen kampioenschap gespeeld          |                                                             |                                       |
| 2002 | Oefa                        | Aleksandr Georgiejev                 | Aleksej Tsjizjov                                            | Aleksandr Schwarzman                  |
| 2003 | Oefa                        | Aleksandr Schwarzman                 | Aleksej Tsjizjov                                            | Aleksandr Getmanski                   |
| 2004 | Oefa                        | Aleksandr Schwarzman                 | Aleksandr Georgiejev                                        | Aleksandr Getmanski                   |
| 2005 | Isjimbaj                    | Aleksandr Georgiejev                 | Aleksandr Getmanski                                         | Aleksandr Schwarzman                  |
| 2006 | Oefa                        | Aleksandr Georgiejev                 | Moerodoello Amrillajev Aleksandr Getmanski Aleksej Tsjizjov |                                       |
| 2007 | Kolontajevo                 | Aleksandr Georgiejev                 | Aleksandr Schwarzman                                        | Aleksandr Getmanski                   |
| 2008 | Kolontajevo                 | Aleksandr Schwarzman                 | Aleksandr Georgiejev                                        | Moerodoello Amrillajev                |
| 2009 | Stoepino                    | Aleksandr Georgiejev                 | Aleksandr Getmanski                                         | Andrej Kalmakov                       |
| 2010 | Kolontajevo                 | Aleksandr Georgiejev                 | Moerodoello Amrillajev                                      | Aleksandr Schwarzman                  |
| 2011 | Oefa                        | Aleksandr Georgiejev                 | Aleksandr Getmanski                                         | Nikolaj Goeljajev                     |
| 2012 | Soezdal                     | Aleksandr Georgiejev                 | Aleksandr Getmanski Aleksej Tsjizjov                        |                                       |
| 2013 | Soezdal                     | Ajnoer Sjajbakov                     | Moerodoello Amrillajev                                      | Aleksandr Georgiejev                  |
| 2014 | Toetajev                    | Nikolaj Germogenov                   | Aleksandr Schwarzman                                        | Andrej Kalmakov                       |
| 2015 | Loo                         | Aleksandr Getmanski                  | Aleksandr Schwarzman                                        | Nikolaj Germogenov                    |
| 2016 | Loo                         | Aleksej Tsjizjov                     | Andrej Kalmakov                                             | Ivan Trofimov                         |
| 2017 | Loo                         | Maksim Mielsjien                     | Aleksandr Getmanski                                         | Andrej Kalmakov                       |
| 2018 | Goloebietskaja              | Nikolaj Goeljajev                    | Ivan Trofimov                                               | Nikolaj Germogenov                    |
| 2019 | Pokrovskoje                 | Aleksandr Georgiejev                 | Nikolaj Germogenov                                          | Ivan Trofimov                         |
| 2020 | Pokrovskoje                 | Vladimier Mielsjien                  | Aleksandr Getmanski                                         | Ilja Deriglazov                       |